# Falkvåltjärnarna (Storsjö socken, Härjedalen, 697983-135177)
Falkvåltjärnarna är en sjö i Bergs kommun i Härjedalen och ingår i Ljungans huvudavrinningsområde.